# Missions
Missions est une série télévisée de science-fiction française, créée par Ami Cohen, Henri Debeurme et Julien Lacombe et réalisée par ce dernier. Elle est diffusée depuis le 1er juin 2017 sur la chaîne de télévision OCS City puis à partir du 30 décembre 2018 en clair sur TF1 Séries Films. Elle est disponible sur MyCANAL et OCS en intégralité.
Mélange de science-fiction, d'aventure et de mysticisme,, la série est un huis clos qui permet à la fiction française de se lancer sur le terrain de la science-fiction dans le cadre de la conquête de la planète Mars.

## Synopsis

### Première saison
La première mission spatiale habitée vers Mars, Ulysse 1, est une mission européenne financée par l'Agence spatiale européenne (ESA) et par William Meyer, un milliardaire philanthrope suisse,,,.
L'équipage, composé des meilleurs astronautes et scientifiques européens, regroupe des Français, une Italienne et une Allemande, et inclut Jeanne Renoir (Hélène Viviès), une jeune psychologue qui veille sur la santé mentale de l'équipage de cette mission historique,,.
Après dix mois de voyage, à quelques heures de lancer la procédure d'atterrissage sur la planète rouge, les astronautes européens apprennent de la bouche même du financier William Meyer qu'ils ne sont pas les premiers et ont été précédés par une mission américaine financée par la NASA et par une multinationale de l'informatique, dotée d'un vaisseau à propulsion plasma plus rapide,,.
Hormis une vidéo alarmante, la mission américaine ne donne plus signe de vie et la mission européenne décide de partir à sa recherche,.
Mais, une fois sur Mars, les astronautes européens ne trouvent pas d'Américains mais bien un Russe, Vladimir Komarov, le premier homme mort lors d'une mission spatiale, à bord de la capsule Soyouz 1 en 1967,,.

### Deuxième saison
Cinq années ont passé depuis le retour de la mission Ulysse. Jeanne est restée sur la planète Mars, abandonnée à son sort. Mais nous la retrouvons pourtant, visiblement membre d'une étrange société vivant dans une forêt, en symbiose avec la nature. Visiblement amnésique, elle est prise de visions qui la mettent en communication avec Gramat, resté sur Terre. Comprenant que Jeanne est encore vivante, il décide d'aller voir William Meyer. Il va alors découvrir que tous les autres membres de la mission ont vu Jeanne dans leurs rêves. Ils décident donc de retourner sur Mars pour aller chercher Jeanne. Deux nouveaux membres d'équipage se joignent à eux : Samuel Becker (Ralph Amoussou) et Alice Meyer (Barbara Probst), la fille de William Meyer.
Lors de leur retour sur Mars, les membres de la nouvelle Missions Nausicäa vont découvrir un portail spatio-temporel menant à une autre planète. Là-bas, Jeanne vit depuis cinq années dans une partie terraformée de cette planète inconnue. La réplique biologique de Vladimir Komarov supervise le petit groupe d'humains mené par Jeanne. Bientôt les membres de l'équipage de Nausicäa vont retrouver Jeanne.

### Troisième saison
Samuel Becker est le seul astronaute à être revenu sur Terre. Il a laissé les membres de la mission Nausicäa à leur sort. Pourtant en arrivant sur Terre, il va découvrir que personne ne l'attend. Aucune mission n'est jamais partie vers la planète rouge. Pire, il arrive dans un monde où une autre version de lui-même semble vivre une vie différente. Samuel, désormais aux mains d'une mystérieuse agence d'espionnage américaine, ne comprend pas ce qui a pu se passer.
Peter Kaminski, incarné par Lucas Englander, un interrogateur empathique, croit à la version de l'astronaute, après tout Samuel est arrivé dans une capsule, il va donc accepter sa version. Quelque chose ou quelqu'un a modifié le temps et créé deux lignes temporelles différentes. Mais qui et comment ? La piste de ce mystère l'amène vers les membres présumés de la mission Nausicäa qui vivent désormais tous des vies très différentes de celle de la saison précédente.

## Distribution
Dans l’ordre d’apparition du générique
- Hélène Viviès : la psychologue Jeanne Renoir
- Clément Aubert : le commandant en second Simon Gramat
- Mathias Mlekuz : le milliardaire suisse William Meyer
- Jean-Toussaint Bernard : l’ingénieur Yann Bellocq
- Giorgia Sinicorni : la médecin italienne Alessandra Najac
- Côme Levin : l'informaticien Basile Verhoeven
- Adrianna Gradziel : la biologiste et géologue allemande Eva Müller
- Christophe Vandevelde : le commandant Martin Najac
- Arben Bajraktaraj : le cosmonaute soviétique Vladimir Komarov
- Ralph Amoussou : l'astronaute Samuel Becker
- Natasha Andrews : Gemma Williams
- Ben Homewood  : Allan Brody
- Nathan Willcocks : Edward Doisneau
- Shane Woodward : Adam Wayne
- Vincent Londez : Ivan Goldstein
- Tiphaine Daviot : IRN, l’ordinateur de bord
- Anton Yakovlev : Youri Gagarine
- Avant Strangel : le scientifique
- Ian Mc Camy : le scientifique adjoint
- David Clark : l’astronaute 1
- Étienne Guillou-Kervern : l’astronaute 2
- Julie Meunier : l’infirmière parlant à Jeanne Renoir
- Lan Hoang Xuan : l’infirmière d’Ivan Goldstein
- Manon Giraud-Balasuriya : Jeanne, la fillette
- Yasmin Bau : l’assistant de Jeanne
- Zélie Guerin Frutoso : Manon
- Alexandre Medvedev : l’ingénieur russe
- Sophie Fougère : la femme de Vladimir Komarov
- Mégane Fleury : la journaliste sportive
- Nicolas Traino : le journaliste d’info
- Franka Hoareau : l’opératrice soviétique de Soyouz
- Bernard Blancan : le père de Jeanne Renoir
- Lucas Englander : Peter Kaminski

## Production

### Genèse et développement
Le réalisateur Julien Lacombe a confié au journal 20 Minutes avoir été inspiré par son amour pour la science-fiction, la littérature d'Isaac Asimov notamment, mais aussi pour le cinéma de genre, de 2001, l'Odyssée de l'espace à Interstellar, en passant par Alien,. Sans oublier Lost, la série phénomène des années 2000 : « On a essayé de reproduire cette même fascination pour la série, en faisant attention de ne pas ouvrir trop de portes afin de répondre à toutes les questions »,,.
Créée par Henri Debeurme, Ami Cohen et Julien Lacombe, la série Missions est produite par Empreinte Digitale, distribuée par AB International Distribution et diffusée dans un format de 10 épisodes de 26 minutes pour la première fois sur la chaîne de télévision OCS City à partir du 1er juin 2017,,,.
Pour ce qui est du budget, Lacombe précise au journal 20 minutes : « On est bien loin des budgets des séries portées à l’écran par des grandes chaînes. On savait qu'on allait être limité niveau budget, mais les spectateurs ne doivent surtout pas ressentir ces limites. Et on ne veut pas se plaindre, cela nous a forcés à être imaginatifs »,,. Le projet a été financé notamment par trois collectivités locales et le secteur « Nouvelles technologies en production » du Centre national du cinéma et de l'image animée (CNC). « On a tendance à dire que les séries de genre ont plus de mal à être soutenues par les guichets traditionnels, mais les institutions audiovisuelles françaises l’ont fait, à quasiment la moitié du budget », précise Henri Debeurme, co-créateur et producteur,.
La troisième saison marque la fin de la série.

### Tournage
À part les séquences de la planète Mars, tournées au Maroc, le reste a été tourné en France : à La Rochelle pour les scènes se déroulant dans le vaisseau spatial, près de Tours, dans une carrière à ciel ouvert située près de Chartres ou encore sur les flancs du mont Blanc,.

## Fiche technique
Sauf indication contraire, les informations mentionnées dans cette section peuvent être confirmées par les bases de données cinématographiques IMDb et Allociné,  présentes dans la section « Liens externes ».
- Titre original : Missions
- Réalisation : Julien Lacombe
- Scénario : Ami Cohen et Julien Lacombe
- Photographie : Maxime Cointe
- Montage : Dimitri Amar, Cécile Cassagnes, Delphine Genest, Richard Riffaud et Anne-Laure Viaud
- Musique : Étienne Forget
- Production : Henri Debeurme et Raphaël Rocher
- Société de production : Empreinte Digitale
- Société de distribution : OCS
- Pays d'origine :  France
- Langue originale : français
- Format : couleur
- Durée : 26 minutes[1],[2],[4],[9]
- Générique : Genèse, de Janski Beeeats
- Date de diffusion :
  - France : 1er juin 2017 sur OCS City, 30 décembre 2018 sur TF1 Séries Films

## Épisodes

### Première saison
La première saison débute le 1er juin 2017.
1. Ulysse (Ὀδυσσεύς / Odusseús , nom originel d'Ulysse en grec ancien)
2. Mars (♂ : Symbole astronomique de la planète)
3. Survivant (оставшийся в живых en russe)
4. Pierre (Stone en anglais)
5. Alliance (ברית / bĕrît en hébreu)
6. Irène (IRN, l'ordinateur de bord)
7. Faute (Fallita en bas latin)
8. Phénix (φοῖνιξ / phoînix en grec ancien)
9. Volodia (Володя, diminutif de Vladimir en russe)
10. Orage (en français)

### Deuxième saison
La deuxième saison débute le 5 septembre 2019.
1. Aube
2. Retours
3. Évolution
4. Passage
5. Réplique
6. Alice
7. Furie
8. Autres
9. Architectes
10. Singularité

### Troisième saison
La troisième et dernière saison débute le 23 décembre 2021.
1. Le Rasoir d'Ockham
2. La Clé
3. Les Mains vides
4. Le Sanctuaire
5. Théogonie

## Accueil

### Diffusions
La chaîne OCS City diffuse le 1er juin 2017. TF1 Séries Films la diffuse sur la TNT à partir du 30 décembre 2018. En SVOD, la série est diffusée sur Disney+ à partir du 14 juillet 2021.

### Accueil critique
Pour les journaux 20 Minutes et La Dépêche, la série ne devrait pas avoir de mal à franchir les frontières françaises et à devenir candidate à l'export international grâce à son thème et au caractère international des personnages et des langues utilisées (français, anglais, italien, allemand ou russe),.
Pour le HuffingtonPost, elle « s'en sort étonnamment bien ».
Le journal Métro Belgique estime pour sa part que l'esthétique rétro est assez séduisante mais est sceptique quant au format, car « des épisodes de 26 minutes conviennent davantage aux comédies qu'aux séries SF ».
Pierre Langlais de Télérama, « malgré un budget serré, elle parvient à rendre crédible son expédition, grâce à une mise en scène élégante et une production impeccable. En revanche, ses dialogues manquent fréquemment de naturel, et son interprétation est assez inégale ».
Clélia Cohen de Libération, 
Constance Jamet du Figaro, « le feuilleton, qui emprunte à Lost et à Alien, montre qu'une fiction réussie sur la conquête spatiale n’a pas besoin d'un gros budget... du moment que les bonnes idées sont là ».
Dans le magazine Air & Cosmos, Pierre-François Mouriaux conclut sa critique de la saison 1 par ces mots : « Nous sommes également tombés sous le charme de cette histoire originale et crédible, qui traite d’un thème rarement exploré en France, et l’aborde de manière élégante, sinon épurée. »
Pour Stéphanie Guérin du Parisien, « La série française de science-fiction est de retour sur OCS avec une saison 2 surprenante et réussie ». Elle ajoute : « La performance des acteurs, assez inégale en saison 1, tire profit [d'un budget un peu plus important ] et nous embarque complètement dans cette suite étonnante qui se termine sur une nouvelle surprise. »

## Distinctions
Présentée en première mondiale le 2 avril 2017 lors du MipDrama Screenings à Cannes, la série y a été couronnée du prix du jury dans la catégorie « Full episodes », prix décerné par le jury des critiques TV, composé d'une journaliste française du Figaro, d'un journaliste anglais du Telegraph et d'une journaliste américaine de Variety,,.
Lors de la cérémonie de clôture de la huitième édition du festival Séries Mania, le 22 avril 2017, la série reçoit le prix de la découverte remis par l'association des critiques de séries (ACS).
La série est nommée pour sa première ainsi que sa deuxième saison dans la catégorie « Drama » lors des France TV International Export Awards 2019 et 2021 qui récompensent les séries françaises les plus vendues à l'international.